# Jesus Angel Flores
Jesus Flores Angel (1987. július 15. –) mexikói labdarúgó. Játszott az Egyesült Államokban, a Hoolywood csapatánál, Mexikóban a Peteadoresnél, és Moldovában, a Tiraspol együttesénél is. Jelenleg a Tatabánya FC csatára.